# Минога (Малопольское воеводство)

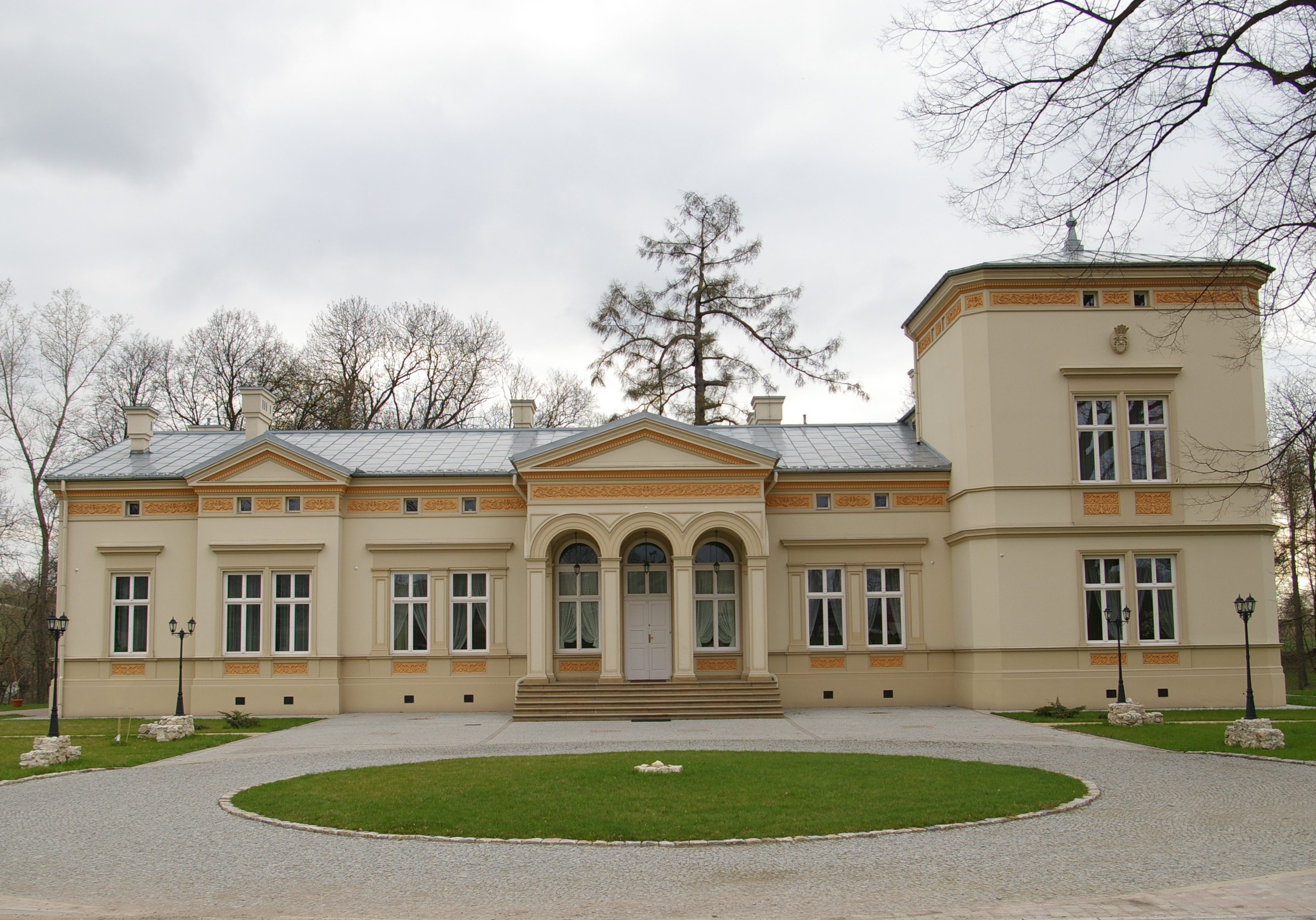
Дворец в Миноге, Минога, Польша

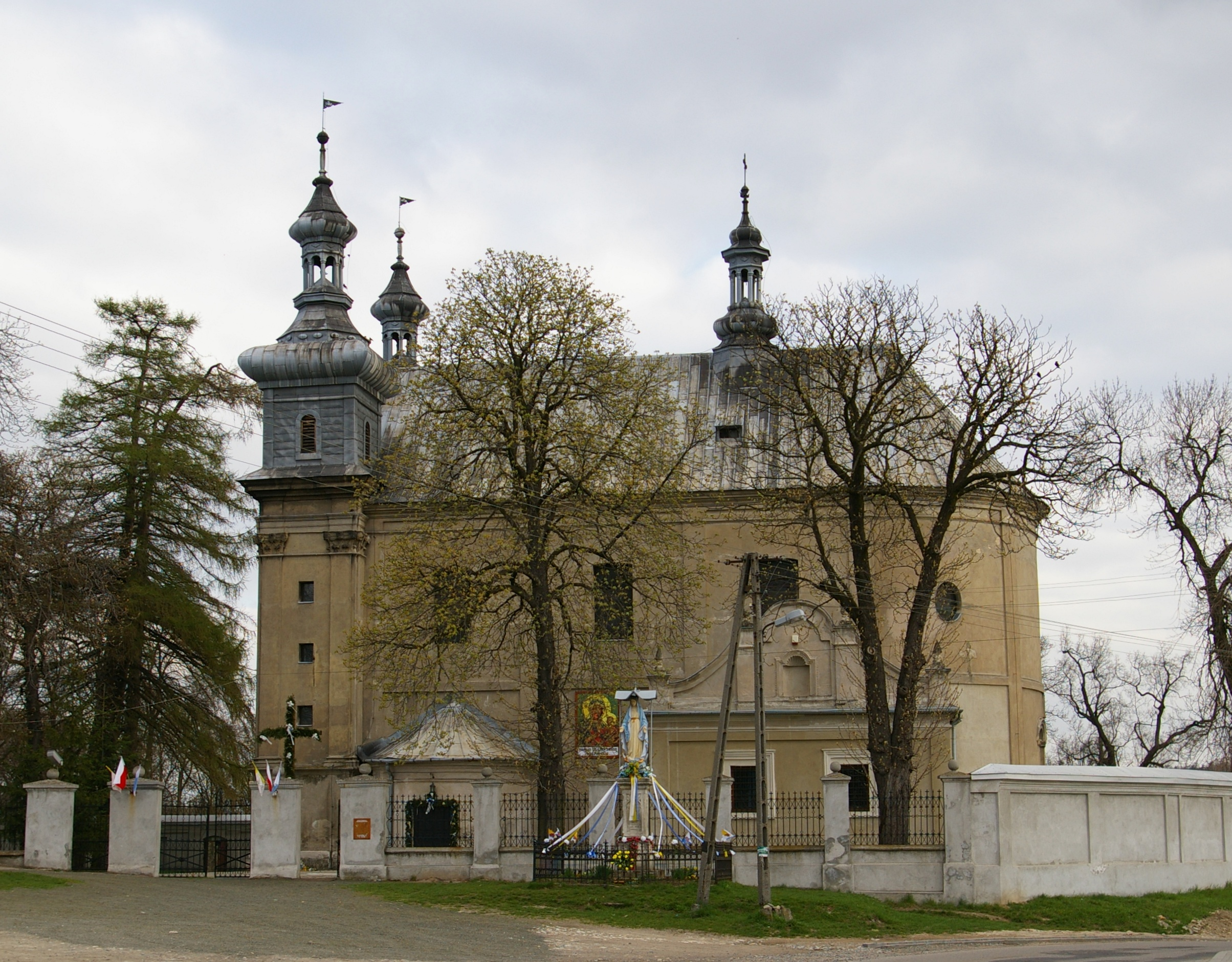
Церковь Пресвятой Девы Марии, Минога, Польша

Мино́га (пол. Minoga) — село в Польше, находящееся в гмине Скала Краковском повяте Малопольского воеводства.

## География
Село располагается в 1 км от города Скала и в 20 км от Кракова. Возле села протекает река Минужка.

## История
С 1975 по 1988 года село административно входило в Краковское воеводство.

## Население
По состоянию на 2013 год в селе проживало 408 человека.
| 1827 | 2013 |
| ---- | ---- |
| 230  | 408  |

| Перепись  | Всего   | Всего | Женщины | Женщины | Мужчины | Мужчины |
| --------- | ------- | ----- | ------- | ------- | ------- | ------- |
| Единицы   | человек | %     | человек | %       | человек | %       |
| Население | 408     | 100   | 201     | 49,26   | 207     | 50,74   |

## Достопримечательности
Памятники культуры Малопольского воеводства:
- На территории села находится дворцово-парковый комплекс с парком и дворцом;
- Барочная церковь Рождества Пресвятой Девы Марии 1736 года.